# Чжао Цюаньсинь, Иаков
Иаков Чжао Цюаньсинь (кит. 趙全信 雅格; 1856, провинция Шаньси, Китай — 9 июля 1900, Тайюань, Китай) — святой Римско-Католической Церкви, мученик.

## Биография
Иаков Чжао Цюаньсинь родился в 1856 году в католической семье в Тайюане, провинция Шаньси.. После службы в армии женился и вместе со своей семьёй переехал в город Тайюань, где стал прислуживать католическому священнику в храме.
Во второй половине XIX века в Китае были сильные антихристианские настроения. Они достигли своего пика в 1899—1901 гг. во время восстания восстание боксёров, когда в Китае началось массовое преследование христиан. По приказу губернатора провинции Шаньси в конце июня 1900 года были арестованы два католических епископа Франциск Фоголла и Григорий Мария Грасси с многочисленной группой католиков, среди которых находились три священника, семь монахинь, семь семинаристов, десять мирян. Иаков Чжао Цюаньсинь посещал арестованных каждый день. Из-за своего рвения Иаков Чжао Цюаньсинь был обвинён в сочувствии к осуждённым, арестован 9.07.1900 года и в тот же день казнён с остальными арестованными.
Иаков Чжао Цюаньсинь был беатифицирован 24 ноября 1946 года Римским Папой Пием XII и канонизирован 1 октября 2000 года Римским Папой Иоанном Павлом II вместе с группой 120 китайских мучеников.
День памяти в Католической Церкви — 9 июля.

## Источник
- George G. Christian OP, Augustine Zhao Rong and Companions, Martyrs of China, 2005, стр. 35 (недоступная ссылка)